# Méthode de Newmark
La méthode de Newmark est une méthode d'intégration numérique pour la résolution numérique d'équations différentielles du second ordre. Créée par Nathan Newmark pour la résolution de problèmes de dynamique structurelle, elle convient, non seulement pour des systèmes différentiels linéaires, mais aussi pour des systèmes fortement non linéaires avec une matrice de masse et une force appliquée qui peuvent dépendre à la fois de la position et du temps. Dans ce second cas, le calcul nécessite à chaque pas une boucle d'itération.

## Principe
On considère la forme générale de l'équation de la dynamique :
dans laquelle M est la matrice de masse, K la matrice de rigidité, et C un éventuel opérateur d'amortissement. Ces opérateurs peuvent venir de la discrétisation (éléments finis, différences finies...) d'un problème de dynamique des structures, par exemple.
Le principe de cette méthode consiste à déterminer par un développement limité la position et la vitesse à l'instant {\displaystyle t} à partir des mêmes grandeurs à l'instant {\displaystyle t-\Delta t}. Ce développement contient un terme d'erreur du troisième ordre proportionnel à la dérivée de l'accélération. Diverses hypothèses permettent de remplacer cette dérivée troisième par l'accélération au temps précédent en introduisant deux paramètres {\displaystyle \gamma } et {\displaystyle \beta }. 

Le calcul du pas de temps de {\displaystyle t} à {\displaystyle t-\Delta t} peut se présenter ainsi :{\displaystyle {\begin{aligned}\left[{\frac {1}{\beta \Delta t^{2}}}M+{\frac {\gamma }{\beta \Delta t}}C+K\right]x_{t}&=f(t)\\&+M\left[\left({\frac {1}{2\beta }}-1\right){\ddot {x}}_{t-\Delta t}+{\frac {1}{\beta \Delta t}}{\dot {x}}_{t-\Delta t}+{\frac {1}{\beta \Delta t^{2}}}x_{t-\Delta t}\right]\\&+C\left[\left({\frac {\gamma }{2\beta }}-1\right)\Delta t\,{\ddot {x}}_{t-\Delta t}+\left({\frac {\gamma }{\beta }}-1\right){\dot {x}}_{t-\Delta t}+{\frac {\gamma }{\beta \Delta t}}x_{t-\Delta t}\right]\\\\{\dot {x}}_{t}&={\frac {\gamma }{\beta \Delta t}}\left(x_{t}-x_{t-\Delta t}\right)+\left(1-{\frac {\gamma }{\beta }}\right){\dot {x}}_{t-\Delta t}+\left(1-{\frac {\gamma }{2\beta }}\right)\Delta t\,{\ddot {x}}_{t-\Delta t}\\{\ddot {x}}_{t}&={\frac {1}{\beta \Delta t^{2}}}\left[x_{t}-x_{t-\Delta t}-\Delta t\,{\dot {x}}_{t-\Delta t}+\left(\beta -{\frac {1}{2}}\right)\Delta t^{2}\,{\ddot {x}}_{t-\Delta t}\right]\end{aligned}}}
Des deux paramètres {\displaystyle \gamma } et {\displaystyle \beta } dépendent les propriétés de l'algorithme, en particulier la stabilité et son caractère implicite ou explicite.
| Domaine                                                                | Stabilité                   |
| ---------------------------------------------------------------------- | --------------------------- |
| {\displaystyle \gamma \leq 1/2}                                        | instable                    |
| {\displaystyle 1/2\leq \gamma } et {\displaystyle 2\beta \leq \gamma } | conditionnellement stable   |
| {\displaystyle 1/2\leq \gamma \leq 2\beta }                            | inconditionnellement stable |

Voici une liste de méthodes classiques associées à des valeurs particulières de {\displaystyle \gamma } et {\displaystyle \beta }:
| Nom de la méthode     | γ   | β    | Propriétés                             |
| --------------------- | --- | ---- | -------------------------------------- |
| Différences centrées  | 1/2 | 0    | explicite et conditionnellement stable |
| Fox Goodwin           | 1/2 | 1/12 | conditionnellement stable              |
| Accélération linéaire | 1/2 | 1/6  | conditionnellement stable              |
| Accélération moyenne  | 1/2 | 1/4  | inconditionnellement stable            |

On rappelle qu'une méthode est dite explicite quand les déplacements au pas de temps {\displaystyle t} dépendent explicitement des variables au pas de temps {\displaystyle t-\Delta t} (c'est le cas lorsque {\displaystyle \beta =0}). Les méthodes implicites font dépendre le déplacement au pas de temps {\displaystyle t} des vitesses à ce même pas de temps.

## Application particulière
La méthode est également utilisée, de manière moins générale, pour résoudre numériquement des équations différentielles comportant de fortes non linéarités, la force excitatrice ou la force d'amortissement dépendant par exemple de la position, mises sous la forme :
Il faut donc recalculer les forces pour chaque position et vitesse, éventuellement par des calculs très lourds mais, à la différence d'autres méthodes d'intégration numérique, l'algorithme est particulièrement simple.
```
Début

 
 
 
 
 { Les valeurs au pas précédent deviennent les anciennes valeurs }

 
 
 
 
 

  

    

      

        

          
x

          

            
t

            
−

            
Δ

            
t

          

        

        
=

        

          
x

          

            
t

          

        

        
;

        

          

            

              

                
x

                
˙

              

            

          

          

            
t

            
−

            
Δ

            
t

          

        

        
=

        

          

            

              

                
x

                
˙

              

            

          

          

            
t

          

        

        
;

        

          

            

              

                
x

                
¨

              

            

          

          

            
t

            
−

            
Δ

            
t

          

        

        
=

        

          

            

              

                
x

                
¨

              

            

          

          

            
t

          

        

      

    

    
{\displaystyle x_{t-\Delta t}=x_{t};{\dot {x}}_{t-\Delta t}={\dot {x}}_{t};{\ddot {x}}_{t-\Delta t}={\ddot {x}}_{t}}

  

 ;

 
 
 
 
 Répéter

 
 
 
 
 
 
 
 
{ Les nouvelles valeurs deviennent les anciennes valeurs }

 
 
 
 
 
 
 
 

  

    

      

        

          
x

          

            
a

          

        

        
=

        

          
x

          

            
t

          

        

        
;

        

          

            

              

                
x

                
˙

              

            

          

          

            
a

          

        

        
=

        

          

            

              

                
x

                
˙

              

            

          

          

            
t

          

        

      

    

    
{\displaystyle x_{a}=x_{t};{\dot {x}}_{a}={\dot {x}}_{t}}

  

 ;

 
 
 
 
 
 
 
 
 { Calcul de la nouvelle accélération en fonction des anciennes valeurs }

 
 
 
 
 
 
 
 
 

  

    

      

        

          

            

              

                
x

                
¨

              

            

          

          

            
t

          

        

        
=

        

          

            
1

            
M

          

        

        
f

        
(

        

          
x

          

            
a

          

        

        
,

        

          

            

              

                
x

                
˙

              

            

          

          

            
a

          

        

        
,

        
t

        
)

      

    

    
{\displaystyle {\ddot {x}}_{t}={1 \over M}f(x_{a},{\dot {x}}_{a},t)}

  

 ;

 
 
 
 
 
 
 
 
 { Calcul de la nouvelle vitesse et la nouvelle position en fonction de la nouvelle accélération }

 
 
 
 
 
 
 
 
 

  

    

      

        

          

            

              

                
x

                
˙

              

            

          

          

            
t

          

        

        
=

        

          

            

              

                
x

                
˙

              

            

          

          

            
t

            
−

            
Δ

            
t

          

        

        
+

        

          

            
1

            
2

          

        

        
(

        

          

            

              

                
x

                
¨

              

            

          

          

            
t

            
−

            
Δ

            
t

          

        

        
+

        

          

            

              

                
x

                
¨

              

            

          

          

            
t

          

        

        
)

        
d

        
t

      

    

    
{\displaystyle {\dot {x}}_{t}={\dot {x}}_{t-\Delta t}+{1 \over 2}({\ddot {x}}_{t-\Delta t}+{\ddot {x}}_{t})dt}

  

 ;

 
 
 
 
 
 
 
 
 

  

    

      

        

          
x

          

            
t

          

        

        
=

        

          
x

          

            
t

            
−

            
Δ

            
t

          

        

        
+

        

          

            

              

                
x

                
˙

              

            

          

          

            
t

            
−

            
Δ

            
t

          

        

        
Δ

        
t

        
+

        

          

            
1

            
3

          

        

        

          
(

          

            

              

                

                  

                    
x

                    
¨

                  

                

              

              

                
t

                
−

                
Δ

                
t

              

            

            
+

            

              

                

                  

                    

                      

                        
x

                        
¨

                      

                    

                  

                  

                    
t

                  

                

                
2

              

            

          

          
)

        

        
Δ

        

          
t

          

            
2

          

        

      

    

    
{\displaystyle x_{t}=x_{t-\Delta t}+{\dot {x}}_{t-\Delta t}\Delta t+{1 \over 3}\left({\ddot {x}}_{t-\Delta t}+{{\ddot {x}}_{t} \over 2}\right)\Delta t^{2}}

  

 ;

 
 
 
 
 Jusqu'à 

  

    

      

        

          
|

        

        

          
x

          

            
t

          

        

        
−

        

          
x

          

            
a

          

        

        

          
|

        

        
<

        
ε

      

    

    
{\displaystyle |x_{t}-x_{a}|<\varepsilon }

  

 { La nouvelle approximation diffère assez peu de l'ancienne }
Fin.
```

C'est une méthode pratique applicable à des problèmes qui peuvent être extrêmement complexes. Elle converge raisonnablement quand le pas de temps est suffisamment petit par rapport aux périodes impliquées (périodes propres du système ou périodes d'excitation) mais, à la différence de son utilisation dans le cas linéaire, on ne peut évidemment pas imposer une convergence inconditionnelle.